# Melville J. Herskovits
Melville Jean Herskovits (* 10. September 1895 in Bellefontaine, Ohio; † 25. Februar 1963 in Evanston, Illinois) war ein US-amerikanischer Anthropologe.

## Familie
Melville Herskovits’ Vater Herman Herskovits, ein Kaufmann für Bekleidung, war 1872 aus Österreich-Ungarn in die USA eingewandert und war vermutlich eisenstädtisch-kroatischer Herkunft. Seine Mutter Henrietta Herskovits, geborene Hart, stammte aus Deutschland und kam um 1880 nach Amerika. Die Familie lebte bis 1905 in Ohio und ging dann nach El Paso (Texas). Nach dem Tod der Mutter im Jahr 1911 zog der Vater mit seinen Kindern nach Erie (Pennsylvania).
Am 12. Juli 1924 heirateten Melville Herskovits und Frances Shapiro in Paris. Sie kannten sich vom gemeinsamen Studium an der New School for Social Research.

## Leben
In Erie besuchte Melville Herskovits bis 1912 die High School. 1915 begann er ein Studium an der University of Cincinnati und am Hebrew Union College. Der Erste Weltkrieg unterbrach sein Studium, das er erst 1919 an der Universität von Poitiers und dann an der University of Chicago fortsetzen konnte. Von 1920 bis 1923 studierte Herskovits das Fach Anthropologie an der Columbia University bei Franz Boas, der ihn promovierte. Der Titel der Dissertation lautete The Cattle Complex in East Africa. Danach absolvierte Herskovits ein Studium an der New School for Social Research bei Alexander Alexandrovich Goldenweiser und Thorstein Veblen. Auch lernte er Ruth Benedict, Margaret Mead und Elsie Clews Parsons kennen.
Von 1923 bis 1927 konnte Melville Herskovits mit einer Förderung des National Research Council anthropologische Forschungen der Afroamerikaner betreiben. In derselben Zeit lehrte er an der Columbia University und an der Howard University. 1927 wurde Herskovits als einziger Anthropologe zunächst Assistant Professor für Soziologie an der Northwestern University in Evanston (Illinois), ab 1931 Associate Professor und ab 1935 ordentlicher Professor. 1938 übernahm er die Leitung der neu eingerichteten Fakultät für Anthropologie.
Im Jahr 1947 verfasste Herskovits einen Aufsatz mit dem Titel: „Ethnologischer Relativismus und Menschenrechte“ (nachzulesen in Birnbacher/Hoerster: „Texte zur Ethik“), der von der „Amerikanischen Gesellschaft für Anthropologie“ als Stellungnahme zur Kodifizierung einer Menschenrechtserklärung der Menschenrechtskommission der Vereinten Nationen vorgelegt wurde.
Herskovits wurde 1959 in die National Academy of Sciences gewählt. 1961 erhielt er den Lehrstuhl für afrikanische Studien, der erstmals in den USA eingerichtet wurde.
Zur Erforschung der afrikanischen Kultur reiste Melville Herskovits – begleitet von seiner Ehefrau Frances S. Herskovits und Morton Kahn – im Sommer 1928 nach Niederländisch-Guayana (Surinam). Die Expedition wurde 1929 wiederholt. Auf seinem Forschungsgebiet folgten weitere Expeditionen:
- 1931: Dahomey, Goldküste und Nigeria
- 1934: Haiti
- 1939: Trinidad
- 1942: Brasilien

## Positionen
Bedeutsam für die Entwicklung der Studien zur afro-amerikanischen Kultur wurde die Herskovits-Frazier Debatte. Melville Herskovits betonte in seinem Buch The Myth of the Negro Past (1941) die Elemente westafrikanischer kultureller Traditionen in der afroamerikanischen Lebenswelt, wobei er sich besonders auf karibische und südamerikanische Daten stützte. Dem widersprach unter anderem E. Franklin Frazier, der die Kulturverluste durch Versklavung und das Vorbild der weißen Leitkultur in den USA hervorhob.
Herskovits profilierte sich auch als Kulturrelativist. Er forderte konsequent die Toleranz gegenüber fremden Kulturen und ging auch auf Kritiker der Theorie des Kulturrelativismus ein. Herskovits betont die „Würde, die allen Sitten und Kulturen zukommt“. Zudem hebt er den Wert der kulturellen Vielfalt (Cultural Diversity) hervor, indem er folgende Thesen formuliert:
- Das Individuum verwirklicht seine Persönlichkeit im Rahmen seiner Kultur, daher bedingt die Achtung individueller auch die Achtung kultureller Verschiedenheiten. […]

- Die Achtung kultureller Unterschiede folgt aus der wissenschaftlichen Tatsache, dass noch keine Methode zur qualitativen Bewertung von Kulturen entdeckt worden ist. […]

- Maßstäbe und Werte sind relativ auf die Kultur, aus der sie sich herleiten. Daher werde der Versuch, Postulate zu formulieren, die den Überzeugungen oder dem Moralkodex nur einer Kultur entstammen, die Anwendbarkeit einer Menschenrechtserklärung auf die Menschheit als ganze beeinträchtigen[3].

## Veröffentlichungen
- The Cattle Complex in East Africa. In: American Anthropologist. Bd. 28, Nr. 1, 1926, S. 230–272 ff., doi:10.1525/aa.1926.28.1.02a00050, (Dissertation, 1926, Auch Sonderabdruck).
- The American Negro. A Study in Racial Crossing. Knopf, New York NY 1928.
- Mit Frances S. Herskovits: Rebel Destiny. Among the Bush Negroes of Dutch Guiana. Whittlesey House u. a., New York NY u. a. 1934, Digitalisat.
- Mit Frances S. Herskovits: Surinam Folk-lore (= Columbia University Contributions to Anthropology. Bd. 27, ZDB-ID 435575-1). Columbia University Press, New York NY 1936.
- Life in a Haitian Valley. Knopf, New York NY u. a. 1937.
- Dahomey. An Ancient West African Kingdom. 2 Bände. J.J. Augustin, New York NY 1938.
- The Economic Life of Primitive People. Knopf, New York NY 1940.
- Acculturation in Seven Indian Tribes. Mit Ralph Linton. 1940.
- The Myth of the Negro Past. Harper, New York 1941.
- Trinidad Village. Mit Frances S. Herskovits. 1947.
- Man and his Works. The Science of Cultural Anthropology. Knopf, New York 1949.
- Economic Anthropology. A Study in Comparative Economics. Knopf, New York 1952.
- Cultural Anthropology. Knopf, New York 1955.
- Dahomean Narrative. A Cross-cultural Narrative. Mit Frances S. Herskovits. Northwestern University Press, Evanston 1958.
- The Human Factor in Changing Africa. Knopf, New York 1962.
- The New World Negro. London, 1966.
- Cultural Relativism. Perspectives in Cultural Pluralism. hg. von Frances Herskovits. New York, 1972.